# Octopus Energy France
 (mai 2025).
La société Octopus Energy France est un fournisseur d'électricité, fondé en 2014 sous le nom Plüm énergie, avant d'être rachetée en 2022 par le fonds d'investissement britannique Octopus Group.

## Histoire
L'entreprise est fondée en 2014 par Vincent Maillard, Lancelot d’Hauthuille et Joanny Christ,. Leur volonté est de s'engager en faveur de la décroissance énergétique. Après une campagne Ulule pour recruter des premiers clients et rassembler un capital constitutif, l'entreprise lève 1 million d'euros la même année auprès de Bpifrance et de particuliers.
Depuis 2018, Plüm énergie est un des fournisseurs d'électricité principaux de la Ville de Paris.
En 2019, le fournisseur s'allie avec l'application de recharge intelligente Jedlix pour proposer une offre aux particuliers disposant de véhicules électriques.
En 2019, Plüm énergie remporte l'un des lots de l'appel d'offres de l'achat groupé d'électricité organisé par l'UFC Que choisir.
En novembre 2019, Plüm énergie compte parmi les fournisseurs d’électricité « vraiment vert » sélectionnés par Greenpeace. Ce comparatif permet aux consommateurs français d’avoir une meilleure vision, selon Greenpeace, des investissements des fournisseurs dans le nucléaire et les énergies renouvelables.
En 2021, Plüm énergie est lauréate des trophées “Stop exclusion énergétique” dans la catégorie “Financement” grâce à son service minimum de l'électricité à mille watts garantis à tout client, sans coupure d'électricité. En 2023, dans la continuité de ce mouvement, elle fait partie des entreprises qui instaurent un service minimum d’électricité en situation d’impayés pour les foyers précaires.
Depuis 2021, Plüm énergie est labellisée VertVolt très engagé, par l’Agence de l'environnement et de la maîtrise de l'énergie (ADEME), qui vise à améliorer la lisibilité des offres d'électricité renouvelable.
En janvier 2022, Plüm énergie est rachetée par le britannique Octopus Group,,.
À la suite de la crise énergétique mondiale de 2021-2023, Octopus Energy France inicite ses clients aux économies d’énergie et à la sobriété énergétique via un système de gains,.
En octobre 2023, Octopus Energy remporte l'appel d'offres pour un achat groupé d'électricité organisé par l'UFC Que Choisir .

## Activité
Octopus Energy France est un fournisseur d'électricité pour les particuliers, les entreprises et les collectivités locales, par exemple la ville de Paris depuis janvier 2018,. La société achète son énergie en France, en direct auprès de producteurs indépendants. Elle commercialise depuis 2019 une offre dite d'électricité verte premium, garantissant une origine renouvelable et française, produite par l'un de ses sept partenaires. Octopus Group possède également ses propres actifs de production renouvelable en France.
En échange d'économies d'énergie réalisées par les clients, l'entreprise réduit le prix du kilowatt-heure.
Octopus Energy France est la filiale française d'Octopus Energy, un producteur et fournisseur d'énergie d'origine britannique spécialisé dans les énergies renouvelables. Fondé en 2015 par le fonds d'investissement Octopus Group, son siège social est basé à Londres. Ce fournisseur et producteur est aussi implanté en Allemagne, en Italie, en Espagne, en Australie, au Japon, en Nouvelle-Zélande et aux États-Unis.

## Données financières
| Année | Chiffre d'affaires |
| ----- | ------------------ |
| 2021  | 59 767 330€        |
| 2020  | 44 922 284€        |
| 2019  | 34 357 211€        |
| 2018  | 12 570 419€        |
| 2017  | 1 659 542€         |
| 2016  | 65 638€            |

## Communication

### Identités visuelles

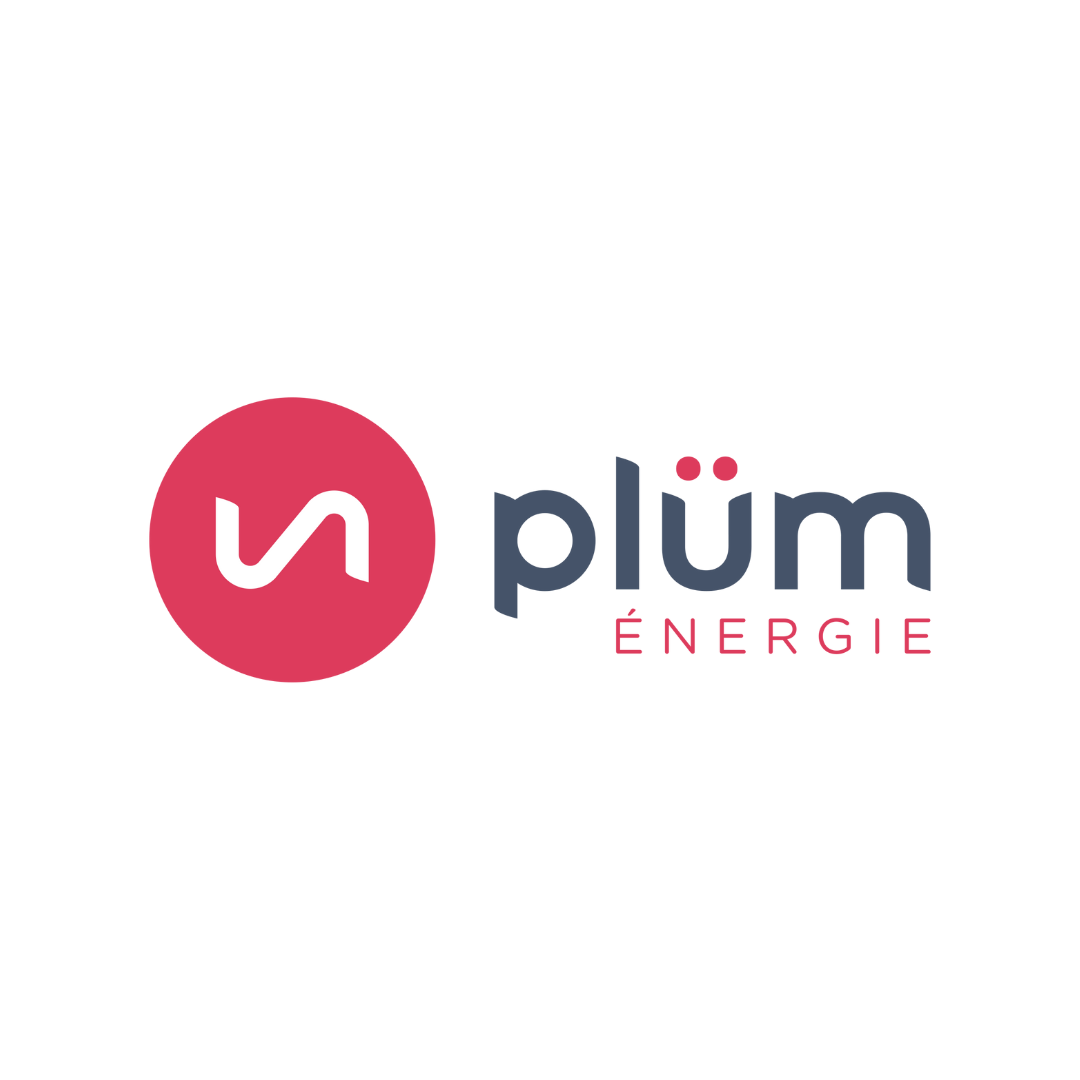
Logo Plüm énergie de 2016 à 2019
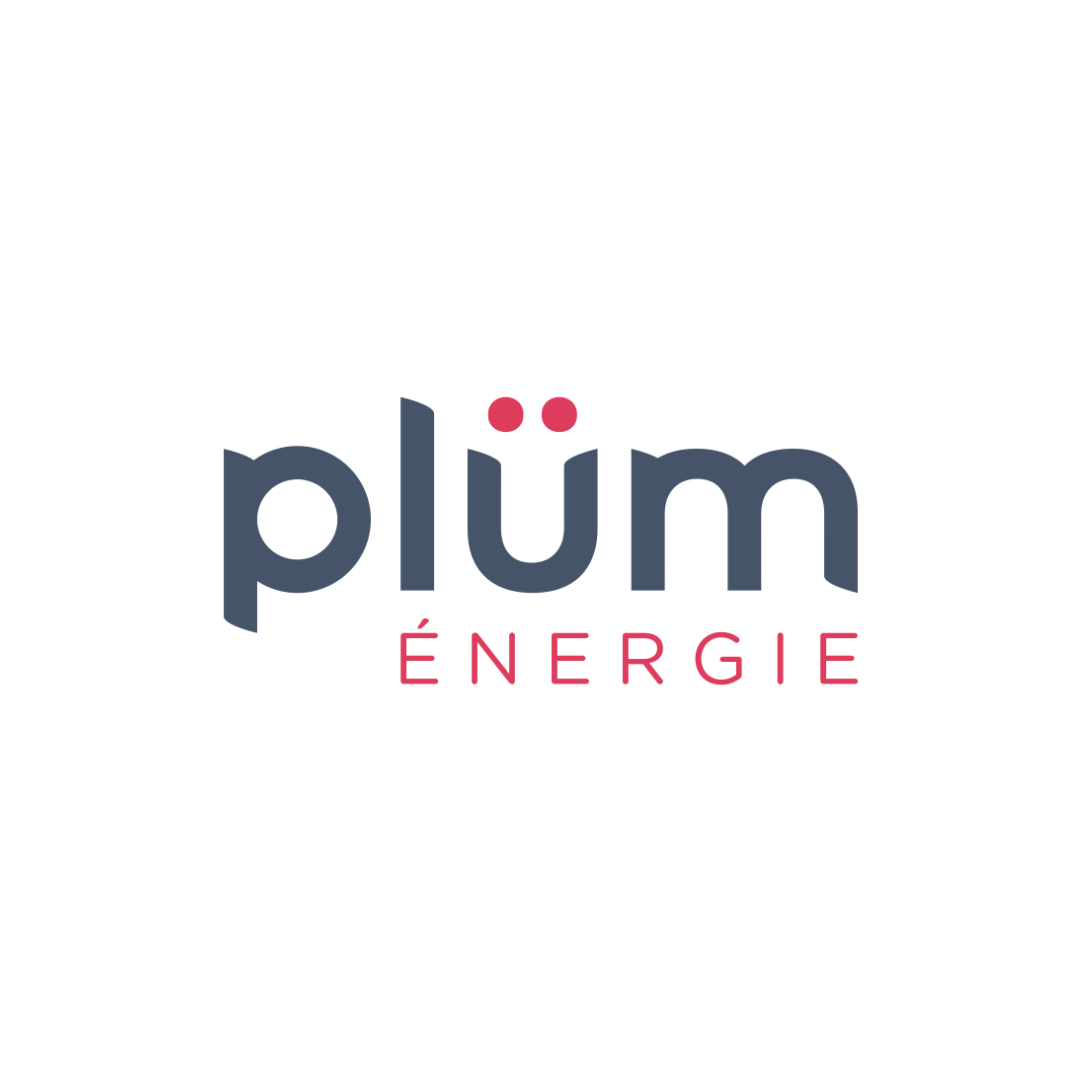
Logo Plüm énergie de 2019 à 2020
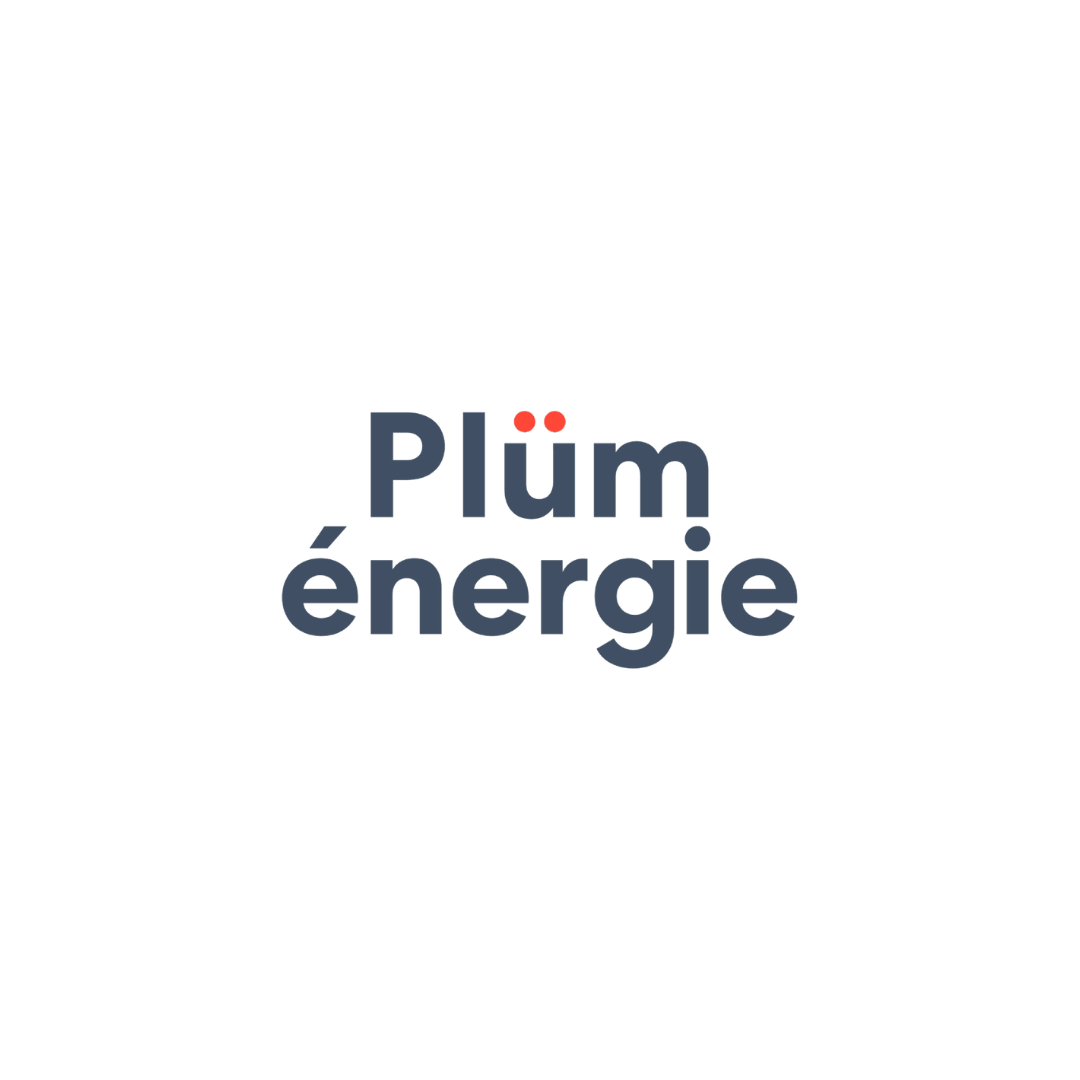
Logo Plüm énergie de 2020 à 2022
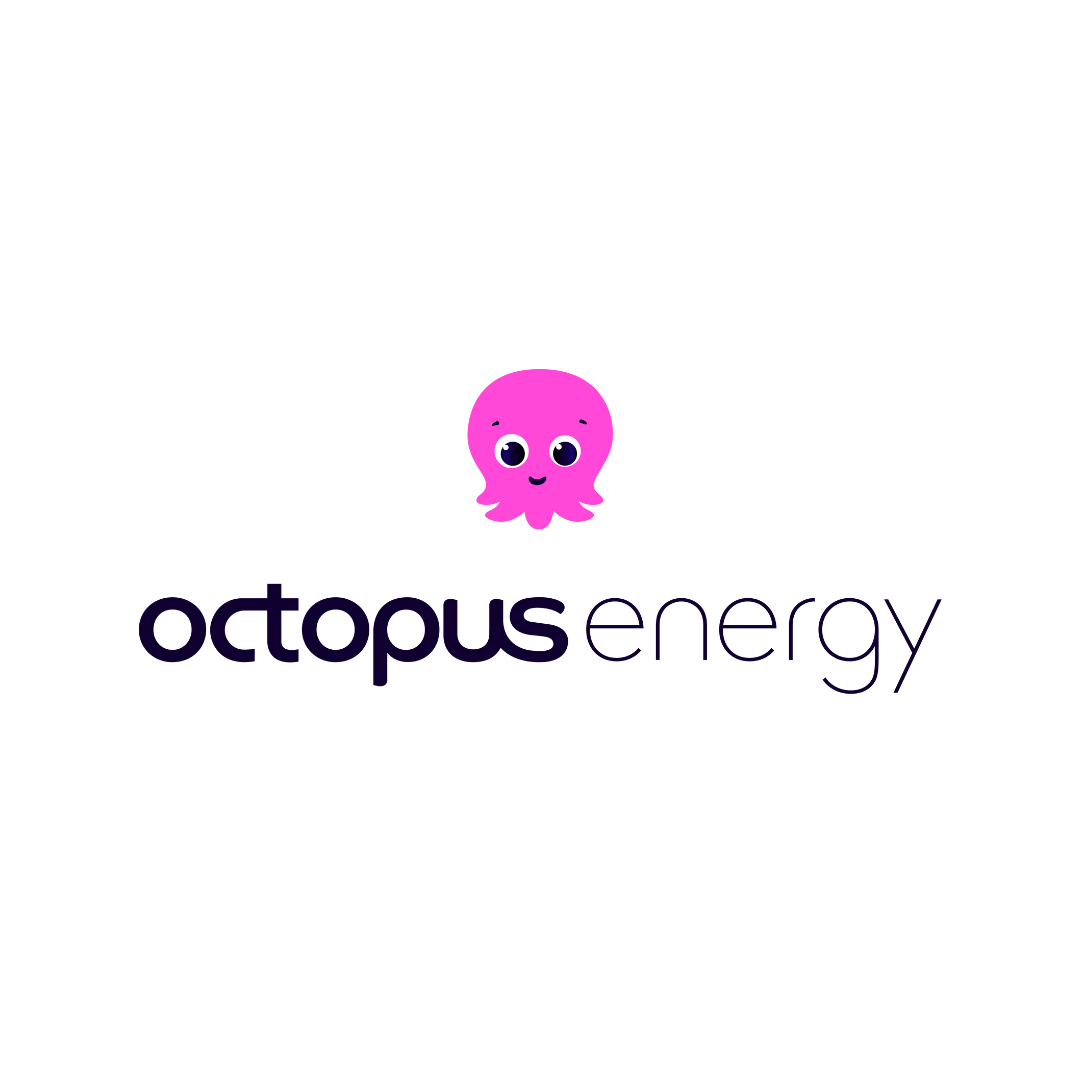
Logo Octopus Energy France